# Consolidatie (geneeskunde)
Consolidatie is in de geneeskunde een term die wordt gebruikt voor het op elkaar zitten van weefsels, waardoor een hard gedeelte wordt verkregen.
Dit is bijvoorbeeld het geval bij longontsteking, wanneer er consolidatie optreedt na het hoesten, koorts en pijn. Botbreuken kunnen ook consolideren, waarmee een volledige genezing wordt omschreven. 